# Istraga (kriminalistički magazin)
Istraga je kriminalistički magazin Nove TV. Istražujući mračnu stranu Hrvatske ekipa Istrage je svojim istraživačkim novinarstvom s mrtve točke pokrenula više predmeta, pronašla udomitelje za Andreu Jurić itd.

## Pisma čitatelja
Popularnost emisije dovelo je do sve češćeg javljanja gledatelja sa svojim problemima od prevarenih građana, ljudi koje je birokracija zaboravila do osoba koje su osuđene na višegodišnje zatvorske kazne pod nejasnim okolnostima. Pritisci na birokraciju stalnim snimanjem reportaža često su dali ploda. Istraga je provodila i akcije pomoći ljudima koji svoje probleme nisu uspijevali riješiti unutar zakonskog sustava. Tu se posebno ističu akcije za malog Matiju i oboljelu braću-blizance Andriju i Mirka.

## Rekonstrukcije zločina
U svakoj epizodi Istrage oko trećina trajanja odvojena je za rekonstrukcije najtežih zločina: silovanja, ubojstava, čedomorstva i ratnih zločina.
U početku su snimane samo rekonstrukcije najpoznatijih zločina. Poslije su se pojavile ratne rekonstrukcije (Kad komšije svrate) u kojima su glumili hrvatski branitelji s Banije. Oni su često glumili svoje susjede, srpske ratne zločince. Među rekonstruktorima je posebno istaknuo Gordan Stojić. On je glumio uloge nasilnih i pijanih ubojica. Posebnu popularnost postigle su uloge dvostrukog ubojice Đuke, Mile Rokera, ubojice i ljubitelja rock glazbe i Joke Capana koji je ubio cijelu obitelj prvog susjeda.

## Prijetnje
Nakon rekonstrukcija zločina pogotovo pokolja hrvatskih civila u Domovinskom ratu novinarska ekipa, a u prvom redu voditelj Robert Valdec počeli su dobivati prijetnje smrću od navodnih pripadnika bivše SVK.

## Novinari
Žana Ćorić

Mirna Kozina

Ivana Mandić

Gordan Stojić

Ivana Tarnaj

Sanja Petrović 

Ivan Žada

## Suradnici
Romeo Vrečko, kriminalist

Dina Grgurić, analitičarka

Nenad Škare, odvjetnik

## Nagrade
Večernjakov ekran